# Korttidsboende
Korttidsboende kan beviljas enligt socialtjänstlagen (2001:453, SoL) och korttidsvistelse kan beviljas enligt lagen (1993:387) om stöd och service till vissa funktionshindrade (LSS).
Rätten till plats på korttidsboende enligt SoL beslutas av biståndshandläggare eller socialsekreterare i kommunen och innebär särskilt boende för en kortare tid. Vissa korttidsboenden kan vara inriktade mot rehabilitering eller palliativ vård. Korttidsboende erbjuds bland annat personer som är färdigbehandlade på sjukhus men ännu inte redo att återgå till det egna hemmet. Korttidsboende enligt SoL kan även beviljas personer som vårdas av anhöriga i hemmet vilka behöver avlastning, kallat växelvård. På korttidsboende jobbar bland annat undersköterskor. 
Korttidsvistelse enligt LSS beviljas personer som tillhör LSS:s personkretsar. Syftet med insatsen korttidsboende enligt LSS är att anhöriga ska få avlastning i omvårdnadsarbetet och den enskilde ska få miljöombyte och fritid/rekreation.